# Guillem III de Provença-Arle
Guillem III, nascut abans de 1013, mort entre 1019 i 1030, va ser comte de Provença de 1018 a la seva mort. Era fill de Guillem II, comte de Provença, i de Gerberga de Borgonya.

## Biografia
va succeir al seu pare Guillem II, però a vegades és numerat com Guillem IV, ja que el comtat de Provença estava en aquesta època posseït en indivisió entre els diferent membres de la casa de Provença, i un altre Guillem III existia a la branca major i ja havia pujat al tron vers 1010, durant el regnat del seu pare.
Guillem és citat per primera vegada el 1013 en una donació feta pels seus pares a favor de l'Abadia de Sant Víctor de Marsella. Una segona donació de 1018 el cita al costat dels seus germans, els comtes Folc Bertran i Jofré, de la seva mare Gerberga i de la seva àvia Adelaida d'Anjou.
Va morir sense posteritat abans de 1030, ja que una donació dels seus dos germans feta en aquesta data no el menciona. El comtat va ser dirigit pels altres comtes indivisos, els seus germans Folc Bertran i Jofré, així com el seu cosí Guillem III de Provença-Avinyó.

## Font
- Foundation for Medieval Genealogy : els comtes de Provença